# Penion
Penion is een geslacht van weekdieren uit de klasse van de Gastropoda (slakken).

## Soorten
- Penion affixus (Finlay, 1930) †
- Penion antarctocarinatus (Stilwell & Zinsmeister, 1992) †
- Penion asper (Marwick, 1928) †
- Penion australocapax Stilwell & Zinsmeister, 1992 †
- Penion bartrumi (Laws, 1941) †
- Penion benthicolus Dell, 1956
- Penion brazieri C. A. Fleming, 1955 †
- Penion chathamensis (Powell, 1938)
- Penion clifdenensis (Finlay, 1930) †
- Penion crassus Frassinetti, 2000 †
- Penion crawfordi (Hutton, 1873) †
- Penion cuvierianus (Powell, 1927)
- Penion diversus Frassinetti, 2000 †
- Penion domeykoanus (Philippi, 1887) †
- Penion exoptatus (Powell & Bartrum, 1929) †
- Penion fairfieldae (Powell, 1947)
- Penion finlayi (Laws, 1930) †
- Penion gauli (Marwick, 1948) †
- Penion haweraensis (Powell, 1931) †
- Penion hiatulus (Powell, 1947) †
- Penion huttoni (L. C. King, 1934) †
- Penion imperfectus (Powell, 1947) †
- Penion interjunctus (Finlay, 1930) †
- Penion koruahinensis (Bartrum & Powell, 1928) †
- Penion longirostris (Tate, 1888) †
- Penion macsporrani (Philippi, 1887) †
- Penion mandarinus (Duclos, 1832)
- Penion marwicki (Finlay, 1930) †
- Penion maximus (Tryon, 1881)
- Penion oncodes (Philippi, 1887) †
- Penion ormesi (Powell, 1927)
- Penion parans (Finlay, 1930) †
- Penion petitianus (d'Orbigny, 1842) †
- Penion proavitus (Finlay & Marwick, 1937) †
- Penion roblini (Tenison Woods, 1876) †
- Penion spatiosus (Tate, 1888) †
- Penion subrectus (Ihering, 1899) †
- Penion subreflexus (G. B. Sowerby I, 1846) †
- Penion subregularis (d'Orbigny, 1852) †
- Penion sulcatus (Lamarck, 1816)
- Penion winthropi Marwick, 1965 †